# Марянув-Роговський
Марянув-Роговський (пол. Marianów Rogowski) — село в Польщі, у гміні Рогув Бжезінського повіту Лодзинського воєводства.
Населення — 208 осіб (2011).
У 1975-1998 роках село належало до Скерневицького воєводства.

## Демографія
Демографічна структура станом на 31 березня 2011 року:
|          | Загалом | Допрацездатний вік | Працездатний вік | Постпрацездатний вік |
| -------- | ------- | ------------------ | ---------------- | -------------------- |
| Чоловіки | 98      | 16                 | 68               | 14                   |
| Жінки    | 110     | 17                 | 65               | 28                   |
| Разом    | 208     | 33                 | 133              | 42                   |